# Río Becedillas
El Becedillas nace en la Laguna del Hornillo a unos 1845 m s. n. m., junto a la Peña Negra de Becedas (2129 m s. n. m.) en el límite de las provincias de Salamanca y Ávila en la Sierra de Candelario. Discurre hacia el norte hasta llegar al casco urbano de Becedas a 1097 m s. n. m. Un poco más al norte gira su curso en dirección este, pasa por Gilbuena y por Junciana. Su último tramo hace de frontera entre las provincia de Salamanca y Ávila, desembocando en la margen izquierda del río Tormes a una altitud de 955 m s. n. m. junto a la localidad de El Barquillo.